# Manoré
Manoré est une localité du Cameroun située dans le département du Mayo-Kani et la Région de l'Extrême-Nord, à proximité de la frontière avec le Tchad. Elle fait partie de la commune de Kaélé et du Lara.

## Population
Lors du recensement de 2005, 1 524 personnes y ont été dénombrées.